# Elkana
Elkana (hebrejsky אֶלְקָנָה, podle hebrejského mužského jména doloženého už v Bibli, v oficiálním přepisu do angličtiny Elqana) je izraelská osada a místní rada (malé město) na Západním břehu Jordánu v distriktu Judea a Samaří.

## Geografie
Nachází se cca 25 kilometrů severovýchodně od centra Tel Avivu, cca 7 kilometrů severovýchodně od města Roš ha-Ajin, cca 40 kilometrů severozápadně od historického jádra Jeruzalém a cca 4 kilometrů od Zelené linie, která odděluje území Izraele v mezinárodně uznaných hranicích a okupovaná palestinská území.
Elkana se nachází na západním okraji hornatiny Samařska v nadmořské výšce 270 metrů. Na severní, východní a jižní straně je od okolních arabských vesnic oddělena pomocí Izraelské bezpečnostní bariéry. Jižně od obce vede obchvat Transsamařské dálnice, která byla do této trasy přesunuta roku 2000 a která spojuje metropolitní oblast Tel Avivu s městem Ariel ve vnitrozemí Západního břehu Jordánu.

## Dějiny
Obec Elkana byla založena roku 1977. Za jejím vznikem stála nacionalistická skupina Guš Emunim. Její členové na podzim 1975 cestovali po západním Samařsku a hledali místo vhodné pro zřízení nové izraelské osady. Rozhodli se využít plochu bývalé jordánské policejní stanice umístěné na pahorku se strategickým výhledem na Izraelskou pobřežní planinu. Na rozdíl od některých dalších izraelských komunit založených z iniciativy Guš Emunim během roku 1977 byla Elkana od počátku oficiálně státem uznána jako legální osada, a to ještě před nástupem nové pravicové izraelské vlády vedené stranou Likud.
V roce 1981 získala obec status místní rady. V roce 1983 tu vznikly první zděné domy. Město má několik čtvrtí, které jsou pojmenovány číslovkami podle počtu domů v každé z nich. Ulice v Elkaně jsou pojmenovány podle motivů z biblické Písně písní. Elkana má charakter rezidenční předměstské čtvrti v zázemí metropolitní oblasti Tel Avivu.
Působí zde velká ženská ješiva Orot Israel College, která poskytuje vyšší náboženské vzdělání 800 studentkám. Ústav vznikl roku 1979 v Petach Tikva a do Elkana byl přemístěn roku 1986. V obci existuje třináctičlenný sbor dobrovolných lékařských záchranářů (společně s dalšími 14 dobrovolníky z řad mládeže), kteří zajišťují rychlou lékařskou pomoc v případě krizových situací.
V roce 1999 začala necelý 1 kilometr západně od stávajícího zastaveného území osady vyrůstat nová čtvrť nazvaná Magen Dan. Vládní zpráva z roku 2005 konstatovala, že i když leží Magen Dan v správních hranicích osady Elkana, nebyla výstavba nové čtvrti založena na platném územním plánu a byla tudíž nelegální. V té době Magen Dan sestávala pouze z mobilních karavanů. Podle pozdější zprávy organizace Šalom achšav obsahoval Magen Dan již 32 karavanů, jednu zděnou budovu (synagoga) a cca 100 obyvatel. V roce 2009 se obyvatelé Magen Dan dohodli s izraelskou armádou na dobrovolném vyklizení čtvrti. Přesto se tu v dubnu 2009 kvůli odstraněné jednoho karavanu odehrávaly potyčky mezi armádou a některými aktivisty.
V roce 2008 izraelské ministerstvo vnitra navrhlo sloučit osady Ec Efrajim, Elkana, Ša'arej Tikva a Oranit do jednoho města, které by mělo téměř 15 000 obyvatel.

## Demografie
Mezi populací v osadě Elkana převažují stoupenci náboženského sionismu, menšina obyvatel je sekulární. Podle údajů z roku 2014 tvořili naprostou většinu obyvatel Židé (včetně statistické kategorie "ostatní", která zahrnuje nearabské obyvatele židovského původu ale bez formální příslušnosti k židovskému náboženství).
Jde o středně velkou obec městského typu s dlouhodobě rostoucí populací. Populační růst byl vysoký v 90. letech (1990-1999 cca +40 %), v první dekádě 21. století přirůstek obyvatel téměř stagnoval (2000-2009 cca + 3 %). Zejména v letech 1990-1992 se v obci usídlilo mnoho přistěhovalců z bývalého Sovětského svazu. K 31. prosinci 2014 zde žilo 3 871 lidí. Během roku 2013 populace stoupla o 0,0 %.
| Rok            | 1980 | 1981 | 1982 | 1983 | 1984 | 1985  | 1986  | 1987  | 1988  | 1989  | 1990  | 1991  | 1992  | 1993  | 1994  | 1995  | 1996  | 1997  | 1998  | 1999  | 2000  |
| -------------- | ---- | ---- | ---- | ---- | ---- | ----- | ----- | ----- | ----- | ----- | ----- | ----- | ----- | ----- | ----- | ----- | ----- | ----- | ----- | ----- | ----- |
| Počet obyvatel | 600  | 650  | 650  | 650  | 720  | 1 070 | 1 390 | 1 560 | 1 690 | 1 850 | 2 120 | 2 360 | 2 480 | 2 600 | 2 710 | 2 840 | 2 950 | 2 840 | 2 920 | 2 900 | 3 000 |

| Rok            | 1999  | 2000  | 2001  | 2002  | 2003  | 2004  | 2005  | 2006  | 2007  | 2008  | 2009  | 2010  | 2011  | 2012  | 2013  | 2014  |
| -------------- | ----- | ----- | ----- | ----- | ----- | ----- | ----- | ----- | ----- | ----- | ----- | ----- | ----- | ----- | ----- | ----- |
| Počet obyvatel | 2 940 | 2 990 | 3 030 | 3 030 | 3 050 | 2 983 | 2 963 | 2 968 | 3 000 | 3 098 | 3 483 | 3 587 | 3 746 | 3 860 | 3 871 | 3 871 |